# Населення Австралії
Населення Австралії. Кількість населення країни 2015 року становила 24,312 млн осіб (56-те місце у світі). Кількість австралійців стабільно збільшується, народжуваність 2015 року становила 12,15 ‰ (162-ге місце у світі), смертність — 7,14 ‰ (126-те місце у світі), природний приріст — 1,07 % (114-те місце у світі) . 

## Історія
Населення Австралії почало зростати 1788 року, коли англійці чисельністю 8,59 тис. осіб заснували першу колонію Сідней. На той час кількість корінного населення континенту, за різними підрахунками, сягала 0,75—1 млн осіб. Пізніше населення континенту збільшувалось завдяки численним хвилям імміграції і за 100 років досягло 2,98 млн осіб некорінного походження.

## Природний рух

### Відтворення
Народжуваність в Австралії, станом на 2015 рік, дорівнює 12,15 ‰ (162-ге місце у світі). Коефіцієнт потенційної народжуваності 2015 року становив 1,77 дитини на одну жінку (159-те місце у світі). Рівень застосування контрацепції 72,3 % (станом на 2005 рік). Середній вік матері при народженні першої дитини становив 30,5 року (оцінка на 2006 рік).
Смертність в Австралії 2015 року становила 7,14 ‰ (126-те місце у світі).
Природний приріст населення в країні 2015 року становив 1,07 % (114-те місце у світі).
На кінець червня 2013 року швидкість зростання населення становила 1,76 %:
- одне народження кожні 1 хвилину 41 секунд
- одна смерть кожні 3 хвилини і 32 секунд
- приріст на одну людину за рахунок імміграції відбувається кожні 2 хвилини і 10 секунд.
- загальний приріст населення на одну людину відбувається кожні 1 хвилину і 18 секунд.

Річні показники природного руху населення Австралії
| Рік  | Населення (осіб) | Приріст (осіб) | Зростання (%) |
| ---- | ---------------- | -------------- | ------------- |
| 1971 | 13 067 265       | 236 399        | 1,78          |
| 1972 | 13 303 664       | 200 874        | 1,49          |
| 1973 | 13 504 538       | 218 033        | 1,59          |
| 1974 | 13 722 571       | 170 424        | 1,23          |
| 1975 | 13 892 995       | 140 088        | 1,00          |
| 1976 | 14 033 083       | 159 151        | 1,12          |
| 1977 | 14 192 234       | 167 021        | 1,16          |
| 1978 | 14 359 255       | 156 474        | 1,08          |
| 1979 | 14 515 729       | 179 627        | 1,22          |
| 1980 | 14 695 356       | 227 904        | 1,53          |
| 1981 | 14 923 260       | 260 987        | 1,72          |
| 1982 | 15 184 247       | 209 225        | 1,36          |
| 1983 | 15 393 472       | 185 919        | 1,19          |
| 1984 | 15 579 391       | 208 921        | 1,32          |
| 1985 | 15 788 312       | 230 038        | 1,44          |
| 1986 | 16 018 350       | 245 524        | 1,51          |
| 1987 | 16 263 874       | 268 290        | 1,62          |
| 1988 | 16 532 164       | 282 252        | 1,68          |
| 1989 | 16 814 416       | 250 712        | 1,47          |
| 1990 | 17 065 128       | 218 908        | 1,27          |
| 1991 | 17 284 036       | 194 599        | 1,11          |
| 1992 | 17 478 635       | 156 173        | 0,89          |
| 1993 | 17 634 808       | 170 660        | 0,96          |
| 1994 | 17 805 468       | 199 414        | 1,11          |
| 1995 | 18 004 882       | 219 885        | 1,21          |
| 1996 | 18 224 767       | 198 270        | 1,08          |
| 1997 | 18 423 037       | 184 547        | 0,99          |
| 1998 | 18 607 584       | 204 680        | 1,09          |
| 1999 | 18 812 264       | 216 538        | 1,14          |
| 2000 | 19 028 802       | 245 899        | 1,28          |
| 2001 | 19 274 701       | 220 509        | 1,13          |
| 2002 | 19 495 210       | 225 527        | 1,14          |
| 2003 | 19 720 737       | 211 985        | 1,06          |
| 2004 | 19 932 722       | 244 122        | 1,21          |
| 2005 | 20 176 844       | 274 122        | 1,34          |
| 2006 | 20 450 966       | 376 656        | 1,81          |
| 2007 | 20 827 622       | 421 577        | 1,98          |
| 2008 | 21 249 199       | 442 454        | 2,04          |
| 2009 | 21 691 653       | 340 097        | 1,54          |
| 2010 | 22 031 750       | 308 274        | 1,38          |
| 2011 | 22 340 024       | 383 880        | 1,69          |
| 2012 | 22 723 904       | 407 027        | 1,76          |

### Вікова структура

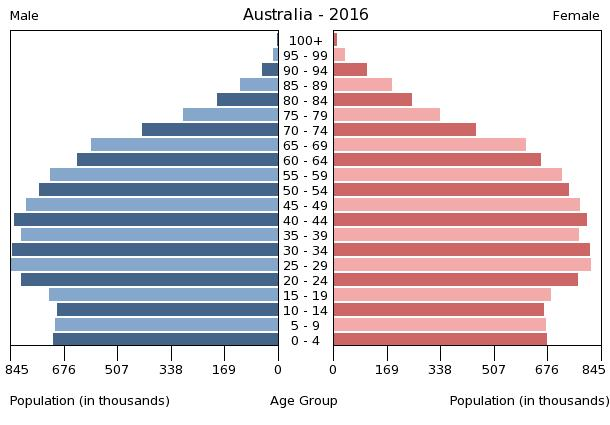
Віково-статева піраміда населення Австралії, 2016 рік

Середній вік населення

Середній вік населення Австралії становить 38,6 року (58-ме місце у світі): для чоловіків — 37,8, для жінок — 39,4 року. Очікувана середня тривалість життя 2015 року становила 82,15 року, що є однією з найвищих у світі (13-те місце у світі), для чоловіків — 79,7 року, для жінок — 84,74 року.
Вікова структура населення Австралії, станом на 2015 рік, має такий вигляд:
- діти віком до 14 років — 17,9 % (2 089 561 чоловік, 1 982 719 жінок);
- молодь віком 15—24 роки — 13,14 % (1 533 526 чоловіків, 1 455 870 жінок);
- дорослі віком 25—54 роки — 41,67 % (4 822 083 чоловіки, 4 658 371 жінка);
- особи передпохилого віку (55—64 роки) — 11,82 % (1 333 924 чоловіки, 1 355 347 жінок);
- особи похилого віку (65 років і старіші) — 15,47 % (1 628 108 чоловіків, 1 891 505 жінок)[2].

### Шлюбність— розлучуваність
Коефіцієнт шлюбності, тобто кількість шлюбів на 1 тис. осіб за календарний рік, дорівнює 5,4; коефіцієнт розлучуваності — 2,3; індекс розлучуваності, тобто відношення шлюбів до розлучень за календарний рік — 43 (дані за 2010 рік). Середній вік, коли чоловіки беруть перший шлюб, дорівнює 31,5 року, жінки — 29,6 року, загалом — 30,6 року (дані за 2014 рік).

## Розселення
Густота населення країни у 2015 році становила 3,1 особи/км² (234-те місце у світі). Населення зосереджене в основному в міських районах (89 %), Австралія є однією з найбільш урбанізованих країн світу.

### Урбанізація
Австралія надзвичайно урбанізована країна. Рівень урбанізованості становить 89,4 % населення країни (станом на 2015 рік), темпи зростання частки міського населення — 1,47 % (оцінка тренду за 2010—2015 роки).
Головні міста держави: Сідней — 4,505 млн осіб, Мельбурн — 4,203 млн осіб, Брисбен — 2,202 млн осіб, Перт — 1,861 млн осіб, Аделаїда — 1,256 млн осіб, Канберра (столиця) — 423,0 тис. осіб (дані за 2015 рік).

### Міграції

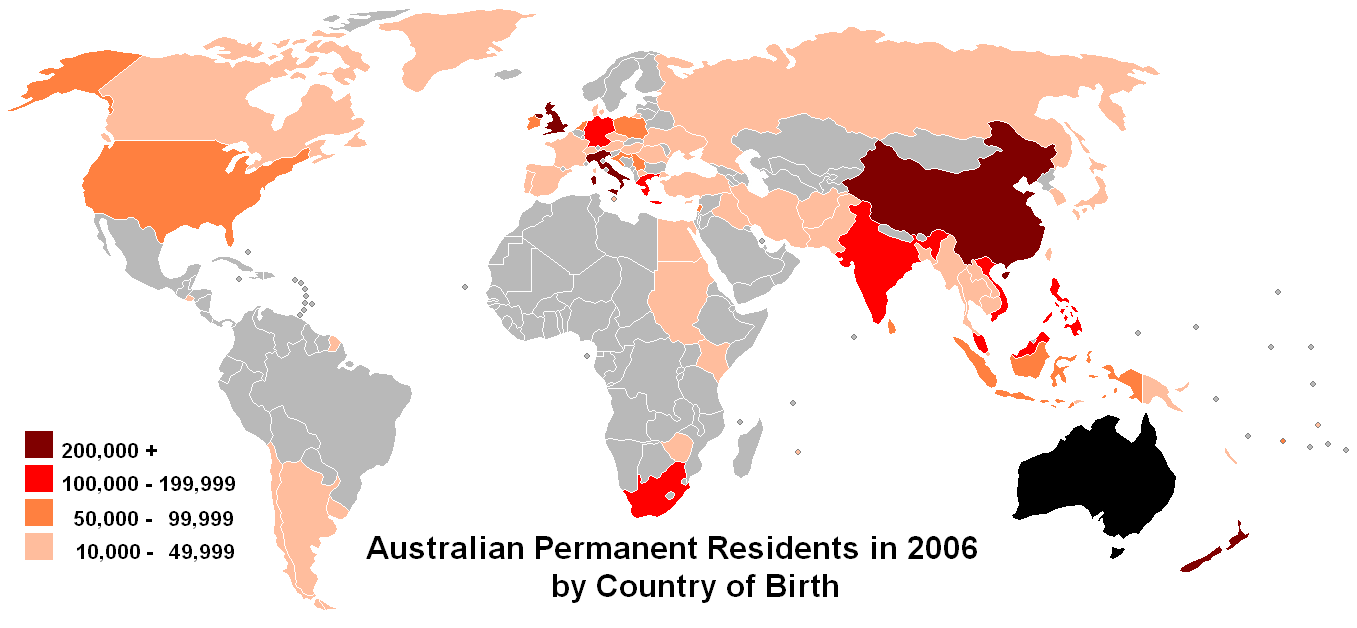
Країни народження постійних жителів Австралії, 2006 рік

За даними Австралійського бюро статистики, 2006 року налічувалось 4,95 млн жителів, які народилися за межами Австралії, що становить 24 % загальної кількості населення.
Річний рівень імміграції 2015 року становив 5,65 ‰ (23-тє місце у світі). Цей показник не враховує різниці між законними і незаконними мігрантами, між біженцями, трудовими мігрантами та іншими.

#### Біженці й вимушені переселенці
Станом на 2015 рік, в країні постійно перебуває 7,78 тис. біженців з Афганістану і 5,2 тис. з Ірану.
Австралія є членом Міжнародної організації з міграції (IOM).

## Расово-етнічний склад
| Етнічний склад (2011 рік) | Етнічний склад (2011 рік) | Етнічний склад (2011 рік) | Етнічний склад (2011 рік) | Етнічний склад (2011 рік) |
| ------------------------- | ------------------------- | ------------------------- | ------------------------- | ------------------------- |
| Етнос:                    |                           |                           | Відсоток:                 |                           |
| британці                  | британці                  |                           | 25.9%                     | 25.9%                     |
| австралійці               | австралійці               |                           | 25.4%                     | 25.4%                     |
| ірландці                  | ірландці                  |                           | 7.5%                      | 7.5%                      |
| шотландці                 | шотландці                 |                           | 6.4%                      | 6.4%                      |
| італійці                  | італійці                  |                           | 3.3%                      | 3.3%                      |
| німці                     | німці                     |                           | 3.2%                      | 3.2%                      |
| китайці                   | китайці                   |                           | 3.1%                      | 3.1%                      |
| індійці                   | індійці                   |                           | 1.4%                      | 1.4%                      |
| греки                     | греки                     |                           | 1.4%                      | 1.4%                      |
| голландці                 | голландці                 |                           | 1.2%                      | 1.2%                      |
| австралійські аборигени   | австралійські аборигени   |                           | 5%                        | 5%                        |
| інші                      | інші                      |                           | 15.4%                     | 15.4%                     |

Головні етноси країни: британці — 25,9 %, австралійці — 25,4 %, ірландці — 7,5 %, шотландці — 6,4 %, італійці — 3,3 %, німці — 3,2 %, китайці — 3,1 %, індійці — 1,4 %, греки — 1,4 %, голландці — 1,2 %, австралійські аборигени — 5 %, інші — 15,4 % населення (оціночні дані за 2011 рік). Майже третина респондентів зазначали приналежність своїх батьків до двох або більше етносів.
У зв'язку з імміграцією європейська складова частина населення скорочується у відсотках.

### Корінне населення

Розселення аборигенів, перепис 2011 року

Найбільш ранні, достовірно відомі, відомості про прибуття корінних австралійців на континент Австралія датуються близько 40 000 років тому. Найімовірніше, поселенці прибули із островів Індонезії і Нової Гвінеї.
Австралія, можливо, була помічена португальськими мореплавцями у 1701 році, і голландські мореплавці висаджувалися на узбережжі сучасної Західної Австралії кілька разів протягом 17-го століття. Капітан Джеймс Кук оголосив, що східне узбережжя належить Королівству Великої Британії у 1770 році, також згодом закріпилося за Британією і західне узбережжя. Корінного населення в той час було від 315 000 до 750 000, які належали до близько 500 племен, що розмовляли різними мовами. Згідно з переписом 2006 року, 407 700 респондентів заявили, що вони є аборигенами, 29 512 заявили, що вони жителі островів протоки Торреса, а ще 17 811 заявили, що вони одночасно і аборигени, і остров'яни протоки Торреса. Після поправки на недооблік станом на кінець червня 2006 р. кількість корінного населення оцінили як 517 200 осіб, що становить близько 2,5 % населення.

## Мови
| Мови Австралії (2014 рік) | Мови Австралії (2014 рік) | Мови Австралії (2014 рік) | Мови Австралії (2014 рік) | Мови Австралії (2014 рік) |
| ------------------------- | ------------------------- | ------------------------- | ------------------------- | ------------------------- |
| Мова:                     |                           |                           | Відсоток:                 |                           |
| англійська                | англійська                |                           | 76.8%                     | 76.8%                     |
| китайська                 | китайська                 |                           | 2.8%                      | 2.8%                      |
| італійська                | італійська                |                           | 1.4%                      | 1.4%                      |
| арабська                  | арабська                  |                           | 1.3%                      | 1.3%                      |
| грецька                   | грецька                   |                           | 1.2%                      | 1.2%                      |
| в'єтнамська               | в'єтнамська               |                           | 1.1%                      | 1.1%                      |
| інші                      | інші                      |                           | 15.4%                     | 15.4%                     |

Офіційна мова: англійська (особливий варіант, відомий як австралійська англійська) — розмовляє 76,8 % населення країни. Інші поширені мови: китайська — 2,8 %, італійська — 1,4 %, арабська — 1,3 %, грецька — 1,2 %, в'єтнамська — 1,1 %, інші мови — 10,4 %, не визначено — 5 % (дані 2011 року).
Значна частка іммігрантів першого і другого покоління говорять двома мовами. Вважають, що до часу перших контактів європейців з австралійськими аборигенами ті розмовляли 200—300 різними мовами. Дотепер з них збереглося лише близько 70, причому приблизно 50 загрожує зникнення. Мови австралійських аборигенів є основними в спілкуванні приблизно для 50 тис. осіб (0,02 %).

## Релігії
| Релігії в Австралії (2011 рік) | Релігії в Австралії (2011 рік) | Релігії в Австралії (2011 рік) | Релігії в Австралії (2011 рік) | Релігії в Австралії (2011 рік) |
| ------------------------------ | ------------------------------ | ------------------------------ | ------------------------------ | ------------------------------ |
| Віросповідання:                |                                |                                | Відсоток:                      |                                |
| протестанти                    | протестанти                    |                                | 30.1%                          | 30.1%                          |
| католики                       | католики                       |                                | 25.3%                          | 25.3%                          |
| християни                      | християни                      |                                | 2.9%                           | 2.9%                           |
| православні                    | православні                    |                                | 2.8%                           | 2.8%                           |
| буддисти                       | буддисти                       |                                | 2.5%                           | 2.5%                           |
| мусульмани                     | мусульмани                     |                                | 2.2%                           | 2.2%                           |
| індуїсти                       | індуїсти                       |                                | 1.3%                           | 1.3%                           |
| інші                           | інші                           |                                | 1.3%                           | 1.3%                           |
| атеїсти                        | атеїсти                        |                                | 22.3%                          | 22.3%                          |
| агностики                      | агностики                      |                                | 9.3%                           | 9.3%                           |

Головні релігії й вірування, які сповідує, і конфесії та церковні організації, до яких відносить себе населення країни: протестантизм — 30,1 % (англіканство — 17,1 %, Об'єднана церква Австралії — 5,0 %, пресвітеріанство і реформізм — 2,8 %, баптизм — 1,6 %, лютеранство — 1,2 %, п'ятидесятництво — 1,1 %, інший протестантизм — 1,3 %), католицтво — 25,3 % (римо-католицтво — 25,1 %, інші гілки католицтва — 0,2 %), інші течії християнства — 2,9 %, православ'я — 2,8 %, буддизм — 2,5 %, іслам — 2,2 %, індуїзм — 1,3 %, інші — 1,3 %, не сповідують жодної — 22,3 %, не визначились — 9,3 % (станом на 2011 рік).

## Освіта
Рівень письменності 2015 року становив 99 % дорослого населення (віком від 15 років): 99 % — серед чоловіків, 99 % — серед жінок.
Державні витрати на освіту становлять 5,3 % ВВП країни, станом на 2013 рік (56-те місце у світі). Середня тривалість освіти становить 20 років, для хлопців — до 20 років, для дівчат — до 21 років (станом на 2013 рік).

## Охорона здоров'я
Забезпеченість лікарями в країні на рівні 3,27 лікаря на 1000 мешканців (станом на 2011 рік). Забезпеченість лікарняними ліжками в стаціонарах 2010 року — 3,9 ліжка на 1000 мешканців (станом на 2010 рік). Загальні витрати на охорону здоров'я 2014 року становили 9,4 % ВВП країни (37-ме місце у світі).
Смертність немовлят до 1 року, станом на 2015 рік, становила 4,37 ‰ (188-ме місце у світі); хлопчиків — 4,67 ‰, дівчаток — 4,04 ‰. Рівень материнської смертності 2015 року становив 6 випадків на 100 тис. народжень (164-те місце у світі).
Австралія входить до складу ряду міжнародних організацій: Міжнародного руху (ICRM) і Міжнародної федерації товариств Червоного Хреста і Червоного Півмісяця (IFRCS), Дитячого фонду ООН (UNISEF), Всесвітньої організації охорони здоров'я (WHO).

### Захворювання
2013 року зареєстровано 28,2 тис. хворих на СНІД (74-те місце в світі), це 0,17 % населення в репродуктивному віці 15—49 років (100-те місце у світі). Смертність 2014 року від цієї хвороби становила приблизно 100 осіб (105-те місце у світі).
Частка дорослого населення з високим індексом маси тіла 2014 року становила 29,9 % (44-те місце у світі); частка дітей віком до 5 років зі зниженою масою тіла становила 0,2 % (оцінка на 2007 рік). Ця статистика показує як власне стан харчування, так і наявну/гіпотетичну поширеність різних захворювань.

### Санітарія
Доступ до облаштованих джерел питної води 2015 року мало 100 % населення в містах і 100 % в сільській місцевості; загалом 100 % населення країни. Відсоток забезпеченості населення доступом до облаштованого водовідведення (каналізація, септик): в містах — 100 %, в сільській місцевості — 100 %, загалом по країні — 100 % (станом на 2015 рік). Споживання прісної води, станом на 2010 рік, дорівнює 22,58 км³ на рік, або 1,152 тонни на одного мешканця на рік: з яких 27 % припадає на побутові, 18 % — на промислові, 55 % — на сільськогосподарські потреби.

## Соціально-економічне становище
Співвідношення осіб, що в економічному плані залежать від інших, до осіб працездатного віку (15—64 роки) загалом становить 50,9 % (станом на 2015 рік): частка дітей — 28,2 %; частка осіб похилого віку — 22,7 %, або 4,4 потенційно працездатних на 1 пенсіонера. Загалом ці показники характеризують рівень потреби державної допомоги в секторах освіти, охорони здоров'я і пенсійного забезпечення, відповідно. Дані про відсоток населення країни, що перебуває за межею бідності відсутні. Розподіл доходів домогосподарств у країні має такий вигляд: нижній дециль — 2 %, верхній дециль — 25,4 % (станом на 1994 рік).
Станом на 2016 рік, уся країна була електрифікована, усе населення країни мало доступ до електромереж. Рівень проникнення інтернет-технологій надзвичайно високий. Станом на липень 2015 року в країні налічувалось 19,238 млн унікальних інтернет-користувачів (28-ме місце у світі), що становило 84,6 % загальної кількості населення країни.

### Трудові ресурси
Загальні трудові ресурси 2015 року становили 12,5 млн осіб (45-те місце у світі). Зайнятість економічно активного населення у господарстві країни розподіляється таким чином: аграрне, лісове і рибне господарства — 3,6 %; промисловість і будівництво — 21,1 %; сфера послуг — 75,3 % (станом на 2009 рік). Безробіття 2015 року дорівнювало 6,2 % працездатного населення, 2014 року — 6,1 % (70-те місце у світі); серед молоді у віці 15—24 років ця частка становила 13,3 %, серед юнаків — 14,1 %, серед дівчат — 12,5 % (93-тє місце у світі).

## Кримінал

### Наркотики

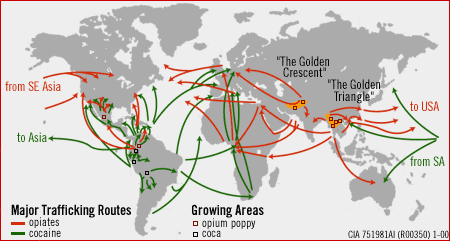
Світові маршрути наркотрафіку

Значне споживання кокаїну й амфетамінів. Острів Тасманія виступає одним з найбільших світових постачальників легальних опіатів. Уряд підтримує суворий контроль над районами вирощування опійного маку і виробництва опіатів.

### Торгівля людьми
Згідно зі щорічною доповіддю про торгівлю людьми (англ. Trafficking in Persons Report) Управління з моніторингу та боротьби з торгівлею людьми Державного департаменту США, уряд Австралії докладає усіх можливих зусиль у боротьбі з явищем примусової праці, сексуальної експлуатації, незаконною торгівлею внутрішніми органами, законодавство відповідає усім вимогам американського закону 2000 року щодо захисту жертв (англ. Trafficking Victims Protection Act’s), держава перебуває у списку першого рівня.

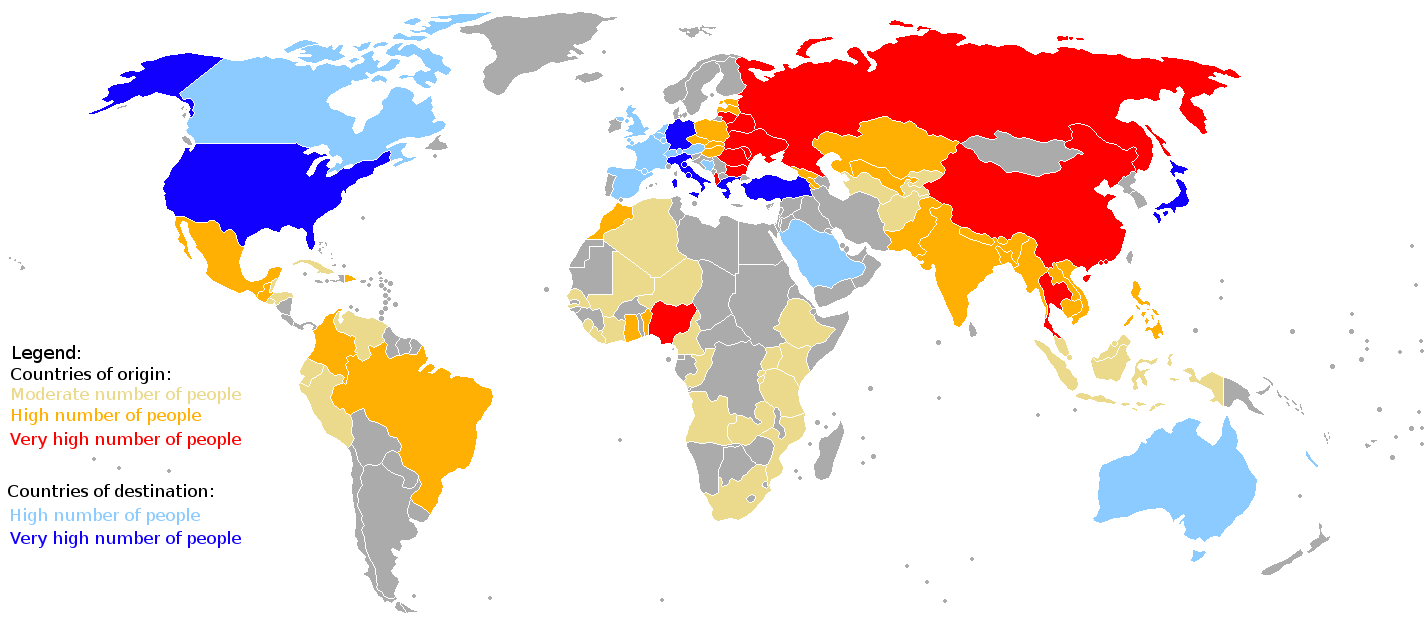
Країни-донори (червоний) і країни-реципієнти кримінальних потоків  (англ.)
Глобальна боротьба з торгівлею людьми (англ.)

## Гендерний стан
Статеве співвідношення (оцінка 2015 року):
- при народженні — 1,06 особи чоловічої статі на 1 особу жіночої;
- у віці до 14 років — 1,05 особи чоловічої статі на 1 особу жіночої;
- у віці 15—24 років — 1,05 особи чоловічої статі на 1 особу жіночої;
- у віці 25—54 років — 1,04 особи чоловічої статі на 1 особу жіночої;
- у віці 55—64 років — 0,98 особи чоловічої статі на 1 особу жіночої;
- у віці старше за 64 роки — 0,86 особи чоловічої статі на 1 особу жіночої;
- загалом — 1,01 особи чоловічої статі на 1 особу жіночої[2].

## Демографічні дослідження
Демографічні дослідження у країні ведуться рядом державних і наукових установ:
- Австралійське бюро статистики;
- Сіднейський університет.

### Українською
- Атлас. 10—11 клас. Економічна і соціальна географія світу / упорядники :  О. Я. Скуратович, Н. І. Чанцева. — К. : ДНВП «Картографія», 2010. — ISBN 978-966-475-639-3.
- Атлас світу / голов. ред. І. С. Руденко ; зав. ред. В. В. Радченко ; відп. ред. О. В. Вакуленко. — К. : ДНВП «Картографія», 2005. — 336 с. — ISBN 9666315467.
- Безуглий В. В. Економічна і соціальна географія зарубіжних країн : Навчальний посібник. — К. : ВЦ «Академія», 2007. — 704 с. — ISBN 978-966-580-239-6.
- Безуглий В. В., Козинець С. В. Регіональна економічна і соціальна географія світу : Навчальний посібник. — видання 2-ге, доп., перероб. — К. : ВЦ «Академія», 2007. — 688 с. — ISBN 966-580-144-9.
- Головченко В. І., Кравчук О. Країнознавство: Азія, Африка, Латинська Америка, Австралія і Океанія. — К., 2006. — 335 с. — ISBN 966-8939-04-2.
- Гудзеляк І. І. Географія населення: Навчальний посібник / І. Гудзеляк. — Л. : Видавничий центр ЛНУ імені Івана Франка, 2008. — 232 с. — ISBN 978-966-613-599-8.
- Дахно І. І. Країни світу: Енциклопедичний довідник / І. І. Дахно, С. М. Тимофієв. — К. : Мапа, 2011. — 606 с. — (Бібліотека нового українця) — ISBN 978-966-8804-23-6.
- Дахно І. І. Економічна географія зарубіжних країн : навчальний посібник. — К. : Центр учбової літератури, 2014. — 319 с. — ISBN 978-611-01-0682-5.
- Джаман В. О. Регіональні системи розселення: демографічні аспекти. — Чернівці : Рута, 2003. — 392 с. — ISBN 9665685988.
- Дорошенко Л. С. Демографія: Навчальний посібник. — К. : МАУП, 2005. — 112 с. — ISBN 966-608-442-2.
- Дубович І. А. Країнознавчий словник-довідник. — 5-те вид., перероб. і доп. — К. : Знання, 2008. — 839 с. — ISBN 978-966-346-330-8.
- Економічна і соціальна географія країн світу. Навчальний посібник / За ред. Кузика С. П. — Л. : Світ, 2002. — 672 с. — ISBN 966-603-178-7.
- Загальна медична географія світу / В. О. Шевченко [та ін.] — К. : [б.в.], 1998. — 178 с.
- Книш М. М., Мамчур О. І. Регіональна економічна і соціальна географія світу (Латинська Америка та Карибські країни, Африка, Азія, Океанія) : навч. посіб. — Л. : ЛНУ ім. Івана Франка, 2013. — 368 с. — ISBN 978-617-10-0007-0.
- Крисаченко В. С. Динаміка населення: Популяційні, етнічні та глобальні виміри. — К. : Видавництво Національного інституту стратегічних досліджень, 2005. — 368 с. — ISBN 966-554-083-1.
- Любіцева О. О., Мезенцев К. В., Павлов С. В. Географія релігій. — К. : АртЕК, 1999. — 504 с. — ISBN 966-505-006-0.
- Масляк П. О. Країнознавство. — К. : Знання, 2007. — 292 с. — (Вища освіта XXI століття)
- Масляк П. О., Дахно І. І. Економічна і соціальна географія світу / П. О. Масляк, І. І. Дахно ; за ред. П. О. Масляка. — К. : Вежа, 2003. — 280 с. — ISBN 966-7091-53-8.

### Російською
- (рос.) Австралия // Демографический энциклопедический словарь / главн. ред. Валентей Д. И. — М. : Советская энциклопедия, 1985. — 608 с.
- (рос.) Австралия (Австралийский Союз) // Страны и народы. Австралия и Океания. Антарктида / Редкол. П. И. Пучков (отв. ред.) и др. — М. : «Мысль». — 301 с. — (Страны и народы) — 180 тис. прим.
- (рос.) Атлас народов мира / Отв. ред. С. И. Брук и В. С. Апенченко. — М. : ГУГК ГГК СССР и Институт этнографии им. Н. Н. Миклухо-Маклая АН СССР, 1964. — 185 с. — 20 тис. прим.
- (рос.) Численность и расселение народов мира. Этнографические очерки / под ред. С. И. Брука. — М. : Издательство АН СССР, 1962. — 487 с.
- (рос.) Лаппо Г. М. География городов: Учебное пособие для географических факультетов вузов. — М. : Туманит, изд. центр ВЛАДОС, 1997. — 476 с. — ISBN 5-691-00047-0.
- (рос.) Ягельский А. География населения. — М. : Прогресс, 1980. — 383 с.